# Shaun Murphy (futbolista)
Shaun Peter Murphy (Sídney, Australia, 5 de noviembre de 1970) es un exfutbolista de Australia que jugaba en la posición de defensa central.

## Carrera

### Club
| Periodo   | Club                         |
| --------- | ---------------------------- |
| 1990-1991 | Perth Italia                 |
| 1992-1996 | Notts County FC              |
| 1996-1999 | West Bromwich Albion FC      |
| 1999      | Sorrento FC                  |
| 1999–2003 | Sheffield United FC          |
| 2001–2002 | → Crystal Palace FC (cedido) |
| 2003–2004 | Perth Glory                  |

### Selección nacional
Estuvo en el proceso de selecciones nacionales desde la categoría sub-20, donde llegó a jugar en los Juegos Olímpicos de Barcelona 1992. Jugó para Australia en 18 ocasiones de 2000 a 2001 y anotó tres goles; fue campeón de la Copa de las Naciones de la OFC 2000 y tercer lugar de la Copa FIFA Confederaciones 2001.
| No | Fecha     | Sede                                          | Rival         | Marcador | Resultado | Torneo                              |
| -- | --------- | --------------------------------------------- | ------------- | -------- | --------- | ----------------------------------- |
| 1. | 28-6-2000 | Stade Pater Te Hono Nui, Papeete, Tahití      | Nueva Zelanda | 1–0      | 2–0       | Copa de las Naciones de la OFC 2000 |
| 2. | 30-5-2001 | Suwon World Cup Stadium, Suwon, Corea del Sur | México        | 1–0      | 2–0       | Copa FIFA Confederaciones 2001      |
| 3. | 9-6-2001  | Ulsan Munsu Football Stadium, Ulsan, Japón    | Brasil        | 1–0      | 1–0       | Copa FIFA Confederaciones 2001      |

## Logros

### Club
- National Soccer League (2): 2003, 2004
- Football West State Cup (1): 1990

### Selección nacional
- Copa de las Naciones de la OFC (1): 2000[6]

### Individual
- Futbolista del Año de Notts County (2): 1996, 1997
- Futbolista del Año del Sheffield United (1): 2001
- Goleador de la Copa FIFA Confederaciones 2001 (2 goles)[7]